# Аалоосака
Аалоосака (англ. Aaloosaka) — бог плодородия у индейцев хопи (Hopi); является людям во сне и в видениях; высшее божество Общества Двух Рогов (Two Horn Society). Символ божества — два почти двухметровых лосиных рога у алтаря в киве этого общества.
Аалоосака относится к идолам или качинам (катсинамам), которые были частью святыни в деревне Аватоби, расположенной к югу от каньона Кимс на восточной окраине резервации хопи. Аватоби была разрушена около 1700 года.